# L'Inconnu du Nord-Express (film)
Pour les articles homonymes, voir L'Inconnu du Nord-Express.
Pour plus de détails, voir Fiche technique et Distribution.
L'Inconnu du Nord-Express (Strangers on a Train) est un film américain réalisé par Alfred Hitchcock, sorti en 1951, inspiré en partie du roman homonyme de Patricia Highsmith.

## Synopsis
L'intrigue débute par l'arrivée quasi simultanée et symétrique de deux hommes à la gare puis dans le train, mais filmés seulement au niveau de leurs chaussures. Cet incipit se termine au moment où le deuxième homme touche le premier de son pied sous une table en croisant ses jambes.
Alors le premier, Bruno Anthony, s'étonne de se trouver en présence du célèbre tennisman Guy Haines. Dans la conversation, Bruno fait allusion au fait que les journaux parlent d'un possible prochain divorce de Guy et aussi de sa relation sentimentale avec Anne Morton, la fille du sénateur. Il évoque également sa propre relation problématique avec son père. Il fait alors mention de la manière dont le crime parfait pourrait être conçu, à partir du moment où il n'y a plus de mobile qui relie la victime et le meurtrier. Plus explicitement il évoque le scénario suivant de meurtres croisés: il tuerait Myriam, l'épouse de Guy tandis que Guy tuerait son père. Guy ne prend pas au sérieux cette proposition et s'en va, mais perturbé, il en oublie son briquet sur lequel se trouvent gravées ses initiales et celles d'Anne. Bruno l'empoche discrètement.
Peu après, arrivé à Metcalf, Guy apprend que son épouse ne veut plus divorcer, alors que c'est elle qui insistait au départ: elle veut maintenant l'empêcher d'épouser Anne et profiter de sa réussite. Au téléphone avec Anne, Guy hurle trois fois qu'il voudrait étrangler Myriam.
Un soir, Bruno, de sa propre initiative, va commencer à suivre Myriam accompagnée de deux amis et la tue en l'étranglant sur l'île de l'amour, dans une fête foraine de Metcalf. Il ramasse ses lunettes (dont un verre est cassé) tombées à terre et le briquet qui aurait pu accuser Guy. Bruno se rend alors chez Guy pour lui avouer le crime (lui présente les lunettes comme preuve de ce qu'il avance) et lui demander sa contrepartie. Ce dernier refuse.
L'enquête commence : la Police soupçonne Guy qui est le mari, on vérifie son alibi et on le met sous surveillance. Bruno réapparaît à plusieurs reprises et referme peu à peu son piège sur Guy pour qu'il se sente obligé de commettre le crime convenu. Anne comprend peu a peu ce qui se passe et cherche à aider Guy, mais en vain. Guy se décide alors à aller chez le père de Bruno, non pas pour le tuer, mais pour lui avouer la vérité sur son fils et la folie de ce dernier. Or ce n'est pas le père, mais Bruno qu'il y trouve. Guy met par deux fois le poing dans la figure de Bruno, qui lui dit qu'il utilisera un moyen pour se venger. De plus, Anne de son côté essaie de rencontrer la mère de Bruno pour lui présenter les troubles de ce dernier. Sa mère nie le dérangement de son fils et prend congès d'Anne. On se demande si la mère n'est pas elle même comme son fils, quelqu'un de perturbée.
Peu après, Bruno apprend à Guy qu'il va déposer son briquet sur les lieux du crime pour le faire accuser. Guy doit s'y rendre au plus vite, mais il doit d'abord remporter la finale de tennis (scènes simultanées du match et du voyage de Bruno vers Metcalf et l'île de la fête foraine) et échapper à la surveillance policière. Il y parvient de justesse. Le monsieur qui gère l'attraction de l'île de l'amour reconnaît Bruno et le film se termine sur le combat entre Guy et Bruno sur un manège lancé à toute vitesse. Lorsque le manège est arrêté brutalement, il se disloque et Bruno est grièvement blessé pris dans les ferrailles. Au moment de mourir, il n'avoue pas la vérité et continue d'affirmer que le briquet est sur les lieux du crime. Mais lorsqu'il meurt, sa main libère le briquet et innocente enfin Guy.

## Fiche technique
- Titre original : Strangers on a Train
- Titre français : L'Inconnu du Nord-Express
- Réalisation : Alfred Hitchcock
- Scénario : Raymond Chandler et Czenzi Ormonde (en), adaptation de Whitfield Cook (en), d'après le roman homonyme de Patricia Highsmith
- Musique : Dimitri Tiomkin
- Direction artistique : Ted Haworth
- Photographie : Robert Burks
- Costumes : Leah Rhodes
- Montage : William H. Ziegler
- Production : Alfred Hitchcock
- Société de production : Warner Bros.
- Budget : 1 200 000 $ (estimation)
- Format : noir et blanc — 35 mm — 1,37:1 — son mono (RCA Sound System)
- Genre : thriller, film noir, drame
- Durée : 97 minutes (États-Unis) ; 99 minutes (Royaume-Uni)
- Pays de production :  États-Unis
- Dates de sortie : 
  - États-Unis : 30 juin 1951 (première), 3 juillet 1951 (sortie nationale)
  - France : 9 janvier 1952
- Classification :
- Film interdit aux moins de 16 ans lors de sa sortie en France[2], puis reclassé tous publics lors de sa réédition en 1991
- Affiches : Bill Gold (États-Unis), Boris Grinsson (France)

## Distribution
- Farley Granger  (VF : Michel Gudin) : Guy Haines
- Ruth Roman  (VF : Jacqueline Ferrière) : Anne Morton
- Robert Walker  (VF : Michel André) : Bruno Antony
- Leo G. Carroll  (VF : Abel Jacquin) : Le sénateur Morton
- Patricia Hitchcock  (VF : Rolande Forest) : Barbara Morton
- Marion Lorne  (VF : Cécile Didier) : Mme Antony
- Jonathan Hale  (VF : Camille Guérini) : M. Antony
- Laura Elliott  (VF : Sylvie Deniau) : Miriam Joyce Haines
- Howard St. John  (VF : Claude Péran) : Le capitaine Turley
- Norma Varden  (VF : Marguerite Duval) : Mme Cunningham
- John Brown  (VF : Paul Villé) : Le professeur Collins
- Robert Gist  (VF : Robert Dalban) : Leslie Hennessy

Et, parmi les acteurs non crédités :
- Murray Alper : Loueur de canots
- Leonard Carey : Le majordome des Antony
- Edward Hearn : Le lieutenant Campbell
- Charles Meredith : Le juge Donahue
- Odette Myrtil : Mme Darville
- Georges Renavent : M. Darville

## Production
L'Inconnu du Nord-Express marque un tournant pour Hitchcock : c'est sa première production américaine indépendante, sans l'entremise d'un intermédiaire comme David O. Selznick.
Dans les années 1990, une variante du film est découverte par hasard par Warner Bros. Cette version dite britannique est présentée pour la première fois en 1996 à Los Angeles. Plus longue de deux minutes, elle diffère par quelques scènes, comme l'ouverture dans le train et le final à la fête foraine, qui contribuent à renforcer le charme dérangeant du personnage de Bruno Antony. Hitchcock n'a jamais mentionné cette version, et on ne sait pas exactement ce qui l'a motivée. On peut supposer que sa nouvelle autonomie l'a poussé à la préparer par sécurité, pour l'éventualité où les projections tests de la version originale rencontreraient un échec.

## Lieux de tournage
- Pennsylvania Station à New York (six jours)
- la station de chemin de fer de Danbury, dans le Connecticut
- divers endroits autour de Washington
- le parc d'attractions de Chatsworth, en Californie
- le Tunnel of Love d'une fête foraine de Canoga Park, en Californie
- Forest Hills pour le match de tennis

## Autour du film
Le caméo habituel d'Alfred Hitchcock survient à la dixième minute : c'est le voyageur qui monte dans le train avec une contrebasse à la gare de Metcalf.
Robert Walker étant mort avant l'achèvement de son film suivant My Son John, le réalisateur Leo McCarey a emprunté à Alfred Hitchcock plusieurs plans de L'Inconnu du Nord-Express et les a intégrés dans son film. Un rictus de vengeance de Bruno, au moment où il meurt dans l'accident du manège, devient chez McCarey le sourire d'un espion communiste qui, agonisant dans un accident de voiture, retrouve la paix avec lui-même après avoir confessé ses crimes.

## Reprises
- 2007 : Strangers de Aanand L. Rai